# Яштародо
Яштародо (мар. Яштыродо) — деревня в Советском районе Республики Марий Эл. Входит в состав Кужмаринского сельского поселения.

## География
Находится в центральной части республики Марий Эл на расстоянии приблизительно 11 км по прямой на северо-запад от районного центра посёлка Советский.

## История
Известна с начала XIX века. В 1891 году в деревне было 22 двора и 126 жителей. В советское время работали колхозы «У пасу», имени Кирова и имени Ленина.

## Население
Население составляло 90 человека (мари 97 %) в 2002 году, 71 в 2010.